# Ariobarzanes I de Capadocia
Ariobarzanes I Filorromano (en griego antiguo: Ἀριοβαρζάνης Φιλορωμαίος, Ariobarzánēs Philorōmaíos) fue rey nominal de Capadocia entre los años 93 y 63 a. C. En la práctica, no pudo consumar su reinado debido a la guerra constante con el rey del Ponto Mitrídates el Grande, quien lo expulsó tres veces de Capadocia. Fue reinstalado en su trono gracias a la ayuda de Roma en sendas ocasiones, hasta que abdicó en favor de su hijo Ariobarzanes II Filopator en 63 a. C.
Fue elegido por el pueblo después de que el senado romano rechazase las reclamaciones de Ariarates IX. Respaldado por el cónsul Sila se hizo con el control de un reino que Roma consideraba como un protectorado.
Resultó depuesto tres veces por Tigranes II de Armenia, antes de asegurar su reino, e incluso ampliarlo con Pompeyo durante la tercera guerra mitridática. Abdicó en favor de su hijo Ariobarzanes II Filopator.

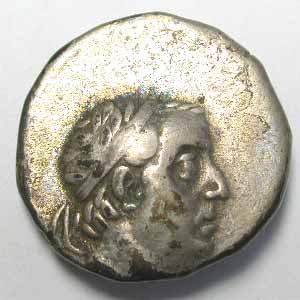
Moneda de Ariobarzanes I.

| Predecesor: Ariarates IX Eusebio Filopátor | Rey de Capadocia 95 a. C. - 93 a. C.92 a. C. - 91 a. C.89 a. C. - 63 a. C. | Sucesor: Ariarates IX Eusebio FilopátorAriobarzanes II Filopátor |